# Google Scholar

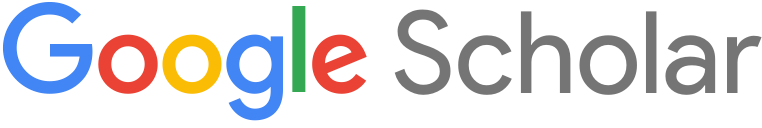
Logotyp.

Google Scholar är en tjänst från söktjänstföretaget Google. Med hjälp av den kan man söka efter vetenskapliga publikationer och tidskrifter samt se vilka bibliotek dessa finns tillgängliga på. Tjänsten är även en citeringsdatabas som visar vilka artiklar och böcker som hänvisar till varandra och hur många sådana hänvisningar varje verk har. Enskilda forskare kan skapa sidor inom ramen för tjänsten där deras verk och citeringar samlas. På dessa sidor redovisas årlig statistik över antalet citeringar som forskarens verk har genererat.  